# トリプルAイースト
トリプルAイースト（英語: Triple-A East）は、アメリカ合衆国に2021年のみ存在したマイナーリーグ（MiLB）のプロ野球リーグ。格付けはメジャーリーグ（MLB）の1つ下となる、マイナーリーグとしては最上級となるAAA級。

## 歴史
2021年のシーズン開幕前に行われたマイナーリーグの再編に伴い、インターナショナルリーグを拡大する形で20球団で誕生した。
2022年よりリーグ名が元の「インターナショナルリーグ」に戻された。

## 所属チーム
2021年
| 地区               | チーム                                                                          | MLB提携チーム                  | 創設年 | 加入年 | 本拠地                                                                      |
| ------------------ | ------------------------------------------------------------------------------- | ------------------------------ | ------ | ------ | --------------------------------------------------------------------------- |
| ミッドウエスト地区 | コロンバス・クリッパーズ Columbus Clippers                                      | クリーブランド・ガーディアンズ | 1977年 | 2021年 | オハイオ州フランクリン郡コロンバス ハンティントン・パーク                   |
| ミッドウエスト地区 | インディアナポリス・インディアンズ Indianapolis Indians                         | ピッツバーグ・パイレーツ       | 1902年 | 2021年 | インディアナ州マリオン郡インディアナポリス ヴィクトリー・フィールド         |
| ミッドウエスト地区 | アイオワ・カブス Iowa Cubs                                                      | シカゴ・カブス                 | 1969年 | 2021年 | アイオワ州ポーク郡デモイン プリンシパル・パーク                             |
| ミッドウエスト地区 | ルイビル・バッツ Louisville Bats                                                | シンシナティ・レッズ           | 1982年 | 2021年 | ケンタッキー州ジェファーソン郡ルイビル ルイビル・スラッガー・フィールド     |
| ミッドウエスト地区 | オマハ・ストームチェイサーズ Omaha Storm Chasers                                | カンザスシティ・ロイヤルズ     | 1969年 | 2021年 | ネブラスカ州サーピィ郡パピリオン ワーナー・パーク                           |
| ミッドウエスト地区 | セントポール・セインツ St. Paul Saints                                          | ミネソタ・ツインズ             | 1993年 | 2021年 | ミネソタ州ラムゼー郡セントポール CHSフィールド                              |
| ミッドウエスト地区 | トレド・マッドヘンズ Toledo Mud Hens                                            | デトロイト・タイガース         | 1965年 | 2021年 | オハイオ州ルーカス郡トレド フィフス・サード・フィールド (トレド)            |
| ノースイースト地区 | バッファロー・バイソンズ Buffalo Bisons                                         | トロント・ブルージェイズ       | 1979年 | 2021年 | ニューヨーク州バッファロー セーレン・フィールド                             |
| ノースイースト地区 | リーハイバレー・アイアンピッグス Lehigh Valley IronPigs                         | フィラデルフィア・フィリーズ   | 2008年 | 2021年 | ペンシルベニア州リーハイ郡アレンタウン コカ・コーラ・パーク                 |
| ノースイースト地区 | ロチェスター・レッドウイングス Rochester Red Wings                              | ワシントン・ナショナルズ       | 1899年 | 2021年 | ニューヨーク州モンロー郡ロチェスター フロンティア・フィールド               |
| ノースイースト地区 | スクラントン・ウィルクスバリ・レイルライダース Scranton/Wilkes-Barre RailRiders | ニューヨーク・ヤンキース       | 1989年 | 2021年 | ペンシルベニア州ラッカワナ郡ムージック PNCフィールド                        |
| ノースイースト地区 | シラキュース・メッツ Syracuse Mets                                              | ニューヨーク・メッツ           | 1934年 | 2021年 | ニューヨーク州オノンダガ郡シラキュース NBTバンク・スタジアム                |
| ノースイースト地区 | ウースター・レッドソックス Worcester Red Sox                                    | ボストン・レッドソックス       | 2021年 | 2021年 | マサチューセッツ州ウースター郡ウースター ポーラー・パーク                   |
| サウスイースト地区 | シャーロット・ナイツ Charlotte Knights                                          | シカゴ・ホワイトソックス       | 1976年 | 2021年 | ノースカロライナ州メクレンバーグ郡シャーロット トルイスト・フィールド       |
| サウスイースト地区 | ダーラム・ブルズ Durham Bulls                                                   | タンパベイ・レイズ             | 1902年 | 2021年 | ノースカロライナ州ダーラム郡ダーラム ダーラム・ブルズ・アスレチック・パーク |
| サウスイースト地区 | グウィネット・ストライパーズ Gwinnett Stripers                                  | アトランタ・ブレーブス         | 2009年 | 2021年 | ジョージア州グウィネット郡ローレンスビル クールレー・フィールド             |
| サウスイースト地区 | ジャクソンビル・ジャンボシュリンプ Jacksonville Jumbo Shrimp                    | マイアミ・マーリンズ           | 1962年 | 2021年 | フロリダ州デュバル郡ジャクソンビル 121ファイナンシャル・バールパーク        |
| サウスイースト地区 | メンフィス・レッドバーズ Memphis Redbirds                                       | セントルイス・カージナルス     | 1998年 | 2021年 | テネシー州シェルビー郡メンフィス オートゾーン・パーク                       |
| サウスイースト地区 | ナッシュビル・サウンズ Nashville Sounds                                         | ミルウォーキー・ブルワーズ     | 1978年 | 2021年 | テネシー州デビッドソン郡ナッシュビル ファースト・ホライゾン・パーク         |
| サウスイースト地区 | ノーフォーク・タイズ Norfolk Tides                                              | ボルチモア・オリオールズ       | 1961年 | 2021年 | バージニア州ノーフォーク ハーバー・パーク                                   |